# Gradskovo
Gradskovo (en serbe cyrillique : Градсково) est un village de Serbie situé sur le territoire de la ville de Zaječar, district de Zaječar. Au recensement de 2011, il comptait 482 habitants.

## Démographie

### Évolution historique de la population
| 1948  | 1953  | 1961  | 1971  | 1981  | 1991 | 2002 | 2011 |
| ----- | ----- | ----- | ----- | ----- | ---- | ---- | ---- |
| 1 332 | 1 298 | 1 288 | 1 247 | 1 130 | 947  | 666  | 482  |

|  |